# فزون‌جمعیتی در جانوران اهلی
فزون‌جمعیتی یا فزونی جمعیت (به انگلیسی: Overpopulation) در حیوانات خانگی مازاد حیوانات خانگی مانند گربه، سگ و جانوران بیگانه است. در ایالات متحده، سالانه شش تا هشت میلیون حیوان به پناهگاه‌ها آورده می‌شوند که از این تعداد، حدود سه تا چهار میلیون حیوان متعاقباً معدوم می‌شوند، از جمله ۲٫۷ میلیون حیوان سالم و قابل پذیرش. تعداد اتانازی‌ها از دهه ۱۹۷۰ کاهش یافته‌است، زمانی که پناهگاه‌های ایالات متحده حدود ۱۲ تا ۲۰ میلیون حیوان را کشتند. اکثر جوامع انسانی، پناهگاه‌های حیوانات و گروه‌های نجات از مراقبان حیوانات می‌خواهند که حیوانات خود را عقیم کنند تا از تولد توله‌های ناخواسته و تصادفی که می‌تواند به این افزایش جمعیت بی‌رویه جانوران کمک کند، جلوگیری کنند.